# 空木春宵
空木 春宵（うつぎ しゅんしょう、1984年 -）は、日本のSF作家。静岡県出身。

## 経歴
駒澤大学文学部国文学科在学中の2011年、投稿作「繭の見る夢」が第2回創元SF短編賞にて佳作を受賞。同作がオリジナルアンソロジー『原色の想像力〈2〉』（2012年3月刊）に収録され、作家デビューとなった。
2021年4月より、日本SF作家クラブ会員。変格ミステリ作家クラブ会員。

## 作品リスト

### 単行本
- 『感応グラン=ギニョル』（東京創元社、2021年7月）ISBN 978-4488018436
  - 収録作品: 感応グラン=ギニョル / 地獄を縫い取る / メタモルフォシスの龍 / 徒花物語 / Rampo Sicks
- 『感傷ファンタスマゴリィ』（東京創元社、2024年4月）ISBN 978-4-488-02103-0
  - 収録作品: 感傷ファンタスマゴリィ / さよならも言えない / 4Ｗ／Working With Wounded Women / 終景累ヶ辻（しゅうけいかさねがつじ）/ ウィッチクラフト≠マレフィキウム

### アンソロジー収録作品
- 「繭の見る夢」 - 『原色の想像力〈2〉』（創元SF文庫、2012年3月）収録
- 「終景 累ヶ辻」 - 『時を歩く 書き下ろし時間SFアンソロジー』（創元SF文庫、2019年10月）収録
- 「地獄を縫い取る」 - 『GENESiS 白昼夢通信 創元日本SFアンソロジー2』（東京創元社、2019年12月）収録
  - 後に『ベストSF2020』（大森望/編、竹書房文庫、2020年7月）に採録された。
- 「メタモルフォシスの龍」 - 『GENESiS されど星は流れる 創元日本SFアンソロジー3』（東京創元社、2020年8月）収録
- 「夜の、光の、その目見の、」 - 『狩りの季節 異形コレクションLII』（光文社文庫、2021年11月）収録
- 「死にたがりの王子と人魚姫」 - 『ギフト 異形コレクションLIII』（光文社文庫、2022年4月）収録
- 「R_R_」 - 『2084年のSF』（日本SF作家クラブ/編、ハヤカワ文庫JA、2022年5月）収録
- 「さよならも言えない」 - 『Genesis この光が落ちないように』（東京創元社、2022年9月）収録
- 「超自然現象」 - 『夜の夢こそまこと 人間椅子小説集』（KADOKAWA、2022年11月）収録
- 「罪喰の巫女」 - 『ミステリー小説集 脱出』（中央公論新社、2024年5月）収録
- 「バルトアンデルスの音楽」 - 『地球へのSF』（日本SF作家クラブ/編、ハヤカワ文庫JA、2024年5月）収録
- ｢ディオネア・フューチャー｣ - 『筋肉少女帯小説化計画』（角川書店、2025年5月）収録

### 文芸誌掲載作品
小説
- 「感応グラン=ギニョル」 - 『ミステリーズ!』vol.96（東京創元社、2019年8月）掲載
- 「徒花物語」 - 『Webミステリーズ!』2020年12月28日（東京創元社）配信
- 「ウィッチクラフト≠マレフィキウム」 - 『紙魚の手帖』vol.02 DECEMBER 2021（東京創元社）掲載

エッセイなど
- 「空木春宵『感応グラン=ギニョル』ここだけのあとがき」 - 『Webミステリーズ!』2021年7月14日（東京創元社）配信
- 「私的偉人伝」 - 『小説すばる』2020年11月号（集英社）掲載
- 「私の黒歴史」 - 『小説 野性時代』2022年2月号（KADOKAWA）掲載